# Тейлор, Тайрон
Тайрон Энтони Тейлор (англ. Tyrone Anthony Taylor, 22 января 1994, Торранс, Калифорния) — американский бейсболист, аутфилдер клуба Главной лиги бейсбола «Милуоки Брюэрс».

## Биография
Тайрон Тейлор родился 22 января 1994 года в Торрансе в Калифорнии. Там же он окончил старшую школу, играл за её команды по бейсболу и американскому футболу. После окончания школы Тейлору предложили спортивную стипендию в Университете штата Калифорния в Фуллертоне, от которой он отказался после того, как на драфте Главной лиги бейсбола был выбран клубом «Милуоки Брюэрс» во втором раунде.
Профессиональную карьеру Тейлор начал в 2012 году в составе фарм-команды Брюэрс в Аризонской лиге для новичков. В восьми сыгранных матчах его показатель отбивания составил 38,9 %, после чего он был переведён в состав «Хелены Брюэрс» из Лиги пионеров. Сезон 2013 года Тейлор провёл в составе клуба «Висконсин Тимбер Раттлерс», отбивая с эффективностью 27,4 % и набрав 57 RBI. В регулярном чемпионате 2014 года он сыграл 130 матчей за «Бревард Каунти Манатиз» с эффективностью игры на бите 27,8 %, 68 выбитыми хоум-ранами и 22 украденными базами. По версии официального сайта Главной лиги бейсбола Тайрон занимал первое место в рейтинге лучших молодых игроков фарм-системы «Брюэрс». После окончания сезона он выступал в Аризонской осенней лиге, где вошёл в число участников Матча всех звёзд.
Сезон 2015 года стал первым в карьере Тейлора, когда его показатель отбивания опустился ниже среднего по лиге уровня. Он отыграл этот чемпионат на уровне AA в составе «Билокси Шакерс», став третьим в команде по количеству сыгранных матчей и выходов на биту. Там же он выступал в 2016 году. Суммарно за две сезона он сыграл за команду в 267 матчах. В 2017 году Тейлор получил травму подколенного сухожилия и после возвращения на поле восстанавливал форму в команде Аризонской осенней лиги. Сезон 2018 года он провёл на уровне AAA-лиги в «Колорадо-Спрингс Скай Сокс». Тайрон сыграл 119 матчей, отбивая с показателем 27,8 % и установив личные рекорды по числу выбитых хоум-ранов (20) и RBI (80). После окончания чемпионата он был включён в расширенный состав «Милуоки Брюэрс».
В 2019 году Тейлор провёл 92 игры в составе «Сан-Антонио Мишнс». В сентябре, после травм Райана Брона и Лоренцо Кейна, он был вызван в основной состав «Брюэрс» и дебютировал в Главной лиге бейсбола. В концовке регулярного чемпионата он сыграл в пятнадцати матчах. В феврале 2020 года он перенёс операцию на левом запястье. Летом Тейлор не вошёл в состав команды и тренировался за базе в Эпплтоне. В «Брюэрс» его вызвали в сентябре, после чего он сыграл за команду в 22 матчах, отбивая с показателем 23,7 %.